# 4. Panzerarmee
Pour les articles homonymes, voir 4e armée.
La 4. Panzerarmee, ou 4e Panzerarmee en français : « 4e armée blindée », est une armée de la Wehrmacht lors de la Seconde Guerre mondiale, formée à partir de la Panzergruppe 4 le 1er janvier 1942. 
Elle combattit uniquement sur le front de l'Est : invasion du Caucase et bataille de Stalingrad en 1942 où elle est partiellement détruite. En 1943, elle participe à la bataille de Kharkov-Belgorod, puis devient l'armée la plus puissante de la Wehrmacht pour la bataille de Koursk. Elle s'oppose ensuite aux offensives soviétiques lors de la bataille du Dniepr, et continue à se défendre en Ukraine et en Pologne tout au long de l'année 1944, participant en 1945 à la bataille de la Vistule à l'Oder où elle est en grande partie hors de combat en très peu de temps ; après un dernier succès à Bautzen à la mi-avril, elle termine en partie encerclée et anéantie dans la poche de Halbe.

## Organisation

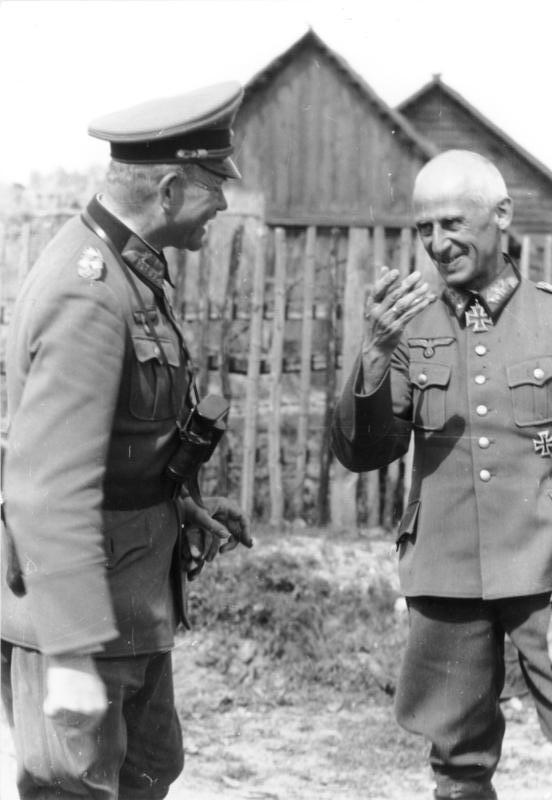
Herman Hoth, à droite, chef emblématique de la 4e Panzerarmee pour l'avoir commandée le plus longtemps et lorsqu'elle tenait ses rôles les plus importants.

### Commandants
| Date                              | Grade                    | Commandant           |
| --------------------------------- | ------------------------ | -------------------- |
| 1er janvier 1942 - 8 janvier 1942 | Generaloberst            | Erich Hoepner        |
| 8 janvier 1942 - 31 mai 1942      | Generaloberst            | Richard Ruoff        |
| 31 mai 1942 - 26 novembre 1943    | Generaloberst            | Hermann Hoth         |
| 26 novembre 1943 - 18 mai 1944    | Generaloberst            | Erhard Raus          |
| 18 mai 1944 - 28 juin 1944        | Generaloberst            | Josef Harpe          |
| 28 juin 1944 - 5 août 1944        | General der Panzertruppe | Walther Nehring      |
| 5 août 1944 - 21 septembre 1944   | General der Panzertruppe | Hermann Balck        |
| 21 septembre 1944 - 8 mai 1945    | General der Panzertruppe | Fritz-Hubert Graeser |

### Chef de l'état-major général de l'unité (Chef des Generalstabes)
| Date                                | Grade           | Commandant                       |
| ----------------------------------- | --------------- | -------------------------------- |
| 1er janvier 1942 - 8 janvier 1942   | Oberst          | Walter Chales de Beaulieu        |
| 8 janvier 1942 - 27 avril 1942      | Generalmajor    | Hans Röttiger (en)               |
| 27 avril 1942 - 12 juillet 1942     | Generalmajor    | Julius von Bernuth               |
| 15 juillet 1942 - 15 juin 1944      | Generalleutnant | Friedrich Fangohr                |
| 15 juin 1944 - 20 août 1944         | Oberst          | Georg Schulze-Büttger            |
| 20 août 1944 - 11 septembre 1944    | Oberst          | Friedrich-Wilhelm von Mellenthin |
| 11 septembre 1944 - 25 janvier 1945 | Oberst          | Christian Müller                 |
| 25 janvier 1945 - 8 mai 1945        | Generalmajor    | Wilhelm Knüppel                  |

### Officiers d'opérations (Generalstabsoffiziere (Ia))
| Date                               | Grade               | Commandant                    |
| ---------------------------------- | ------------------- | ----------------------------- |
| 1er janvier 1942 - 15 mai 1943     | Oberstleutnant i.G. | Joachim von Schön-Angerer     |
| 15 mai 1943 - 30 mars 1944         | Oberst i.G.         | Christian Müller              |
| 30 mars 1944 - 25 avril 1944       | Oberstleutnant i.G. | Georg Graf zu Castell-Castell |
| 25 avril 1944 - Juin 1944          | Oberst i.G.         | Christian Müller              |
| Juin 1944 - Septembre 1944         | Oberstleutnant i.G. | Arthur von Platen             |
| Septembre 1944 - 10 septembre 1944 | Major i.G.          | Friedrich-Wilhelm Voss        |
| 10 septembre 1944 - 8 mai 1945     | Oberst i.G.         | Klaus Müller                  |

## 1erjanvier 1942 au 27 juin 1942
Au 1er janvier, l'armée fait partie du groupe d'armées Centre.
Elle est plus tard placée en réserve de l'OKH en prévision de l'opération Fall Blau.

## Fall Blau
Le 28 juin 1942, la 4e Panzerarmee, affectée au groupe d'armées Sud participe à l'offensive d'été allemande en Russie (Fall Blau), elle se trouve à son déclenchement dans la région de Koursk, au sud de la 2e armée et au nord de la 2e armée hongroise, elle-même au nord de la 6e armée.

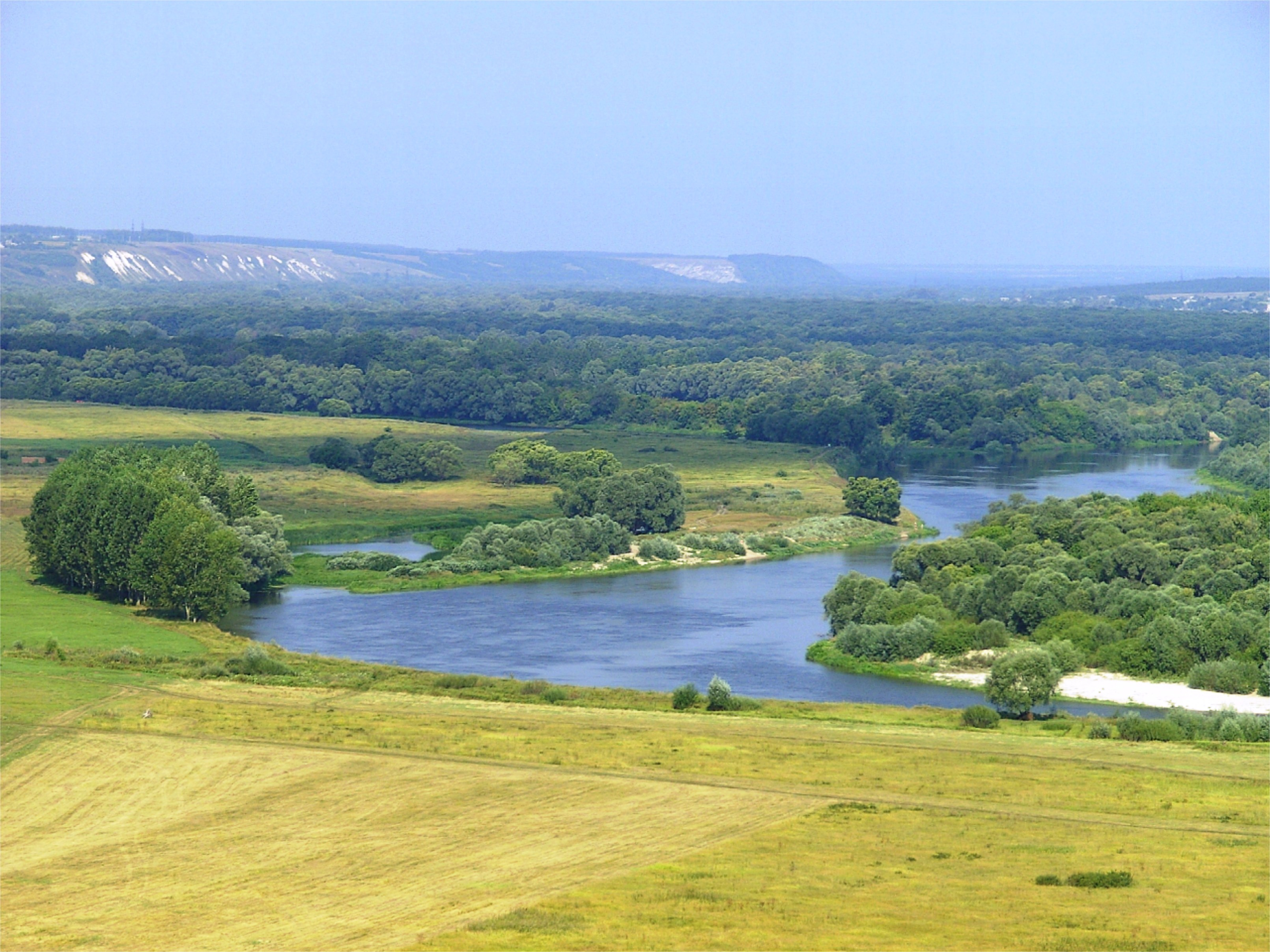
Le Don (oblast de Voronej).

Lors de la 1re phase (Blau I) elle se dirige vers Voronej avec la 2. Armee, faisant face aux 13e et 40e armées soviétiques, cette dernière étant partiellement encerclée à Stary Oskol par l'action de la 4e Panzerarmee, de la 6. Armee et de la 2e armée hongroise. Parallèlement, deux éléments importants de la 4e Panzerarmee, la 24e Panzerdivision et l’Infanterie-Regiment Grossdeutschland franchissent le Don le 3 et 4 juillet, et s'emparent de Voronej le 6. 
La 4e Panzerarmee descend ensuite vers le sud (Blau II) en suivant le cours du Don sur sa rive ouest, fleuve qui flanque alors le nord du Groupe d'armées Sud, dans le cadre de Blau III. La formation est censée passer au sud de la 6. Armee et encercler les forces soviétiques faisant face au centre du groupe d'armées Sud, lequel a d'ailleurs été scindé en deux le 9 juillet, la 4e Panzerarmee dépendant du groupe d'armées B, qui doit protéger le flanc nord du Heeresgruppe A. Toutefois, le retard occasionné par la prise de Voronej a laissé le temps aux forces soviétiques de battre en retraite, malgré le renfort du XL. Panzerkorps (prélevé à la 6. Armee), la jonction avec la 1. Panzerarmee au sud de Millerovo (à une centaine de kilomètres au nord est de Vorochilovgrad) ne permet de faire que moins de 15 000 prisonniers le 14. Mécontent, Hitler fait passer la 4e Panzerarmee au Heeresgruppe A. Le 18, il lui donne l'ordre d'attaquer en direction du sud, vers le Caucase, mais la prive le lendemain du XXIV. Panzerkorps envoyé renforcer la 6. Armee. L'armée Panzer atteint le Don au niveau de Tsimliansk (à plus de 200 kilomètres au nord est de Rostov sur le Don) dans les jours qui suivent. Dans la directive no 45 (23 juillet 1942), Hitler fixe l'objectif de Grozny et Bakou aux 4. et 1. Panzerarmeen. Ayant franchi le Don, la 4e Panzerarmee doit finalement partir, le 31, aider la 6. Armee dans son offensive vers Stalingrad, toujours sur ordre de Hitler.
Ces trois changements de directions de la 4e Panzerarmee au cours du seul mois de juillet sont symptomatiques des errements stratégiques de Hitler pour la campagne d'été 1942. 
Suivant cet ordre, elle part donc vers l'est et s'empare de Kotelnikovo (2 août), progressant rapidement la première semaine d'août en direction des lacs à plusieurs dizaines de kilomètres au sud de Stalingrad. Une forte résistance s'oppose alors à son avancée vers la ville au nord (contre le Front du sud-est), et elle se trouve à l'arrêt, devant même légèrement reculer au niveau d'Abganerovo. Le 28 août en déplaçant son effort vers l'ouest, elle parvient à bousculer les défenseurs et à se rapprocher fortement 3 jours plus tard de la ville par le sud-ouest, mais est de nouveau bloquée au sud par la 64e armée soviétique qui s'est rétablie. Hoth, dont l'armée ne peut plus pour l'instant progresser plus au nord, demande à Paulus (chef de la 6. Armee) d'envoyer son XIV. Panzerkorps le rejoindre depuis le nord de Stalingrad où se trouve la formation, pour piéger ainsi les unités de la 62e Armée soviétique restées accrochées à la boucle du Don. Paulus, jugeant l'entreprise trop risquée, refuse, les éléments soviétiques se repliant alors dans Stalingrad. Par la suite, le XLVIII. Panzerkorps déborde la ville par le sud-ouest, y entre et atteint la Volga le 14 septembre, isolant la 62e Armée soviétique de la 64e. La 4e Panzerarmee nettoie le Sud de Stalingrad, mais bute devant le centre-sud de la ville. À ce niveau, les lignes ne bougeront pratiquement plus après septembre, malgré plusieurs contre attaque soviétiques. L'effort allemand sur la cité se porte plus au nord, dans le secteur de la 6. Armee, la 4e Panzerarmee lui cédant une partie de son infanterie. 
Quelques dizaines de kilomètres au sud, les Soviétiques lancent des attaques limités le 25 septembre au niveau des lacs, secteur défendu par le 6e corps d'armée Roumain. Ces attaques, qui n'inquiètent pas les Allemands, ont pour but d'établir des bases de départs pour la contre offensive que les Soviétiques préparent. Le 10 novembre, le XLVIII. Panzerkorps est envoyé sur les arrières de la 3e Armée roumaine à l'ouest de Stalingrad, sur le Don, car elle doit faire face à la tête de pont Soviétique de Serafimovitch, qui inquiète les Roumains.

## Contre-offensive soviétique à Stalingrad
La contre-offensive soviétique (opération Uranus) débute au nord-ouest de Stalingrad le 19 novembre, et le lendemain, la 4e Panzerarmee est directement concernée puisque le Front de Stalingrad attaque à son tour avec les 57e et 51e Armées. La première s'élance depuis le nord des lacs, d'abord avec un certain succès, mais son fer de lance est contre-attaqué par la XXIX. Infanterie-Division (mot.). La seconde, partie depuis les lacs, disperse le 6e Corps d'armée roumain qui ne dispose pas de moyens antichars suffisants, et s'enfonce profondément dans les positions de la 4e Panzerarmee suivant deux directions : Kotelnikovo au sud-ouest et Kalatch, à l'est de laquelle elle fait la jonction avec les forces soviétiques venues de Serafomovitch - Kremenskaïa le 22, coupant en deux la 4e Panzerarmee, dont le IV. Armeekorps et la 29. ID (motorisée) sont pris dans la poche de Stalingrad. 
Ces unités prises au piège passent alors sous contrôle de la 6. Armee, tandis que la 4e Panzerarmee reçoit en renfort le 57e corps de blindés du Caucase. Mais pas la XVI. Infanterie-Division (mot.) (restée dans le secteur d'Elista) comme l'aurait souhaité Erich von Manstein, commandant du Heeresgruppe Don formé le 22 novembre, et dont fait désormais partie la 4e Panzerarmee.
Manstein est en effet chargé de secourir les assiégés, et prépare pour cela l’opération Wintergewitter, à laquelle est censée participer la 4. Panzerarmee et le XLVIII. Panzerkorps depuis le secteur de Sourovikino (au confluent de la Tchir, du Don et de la Michkova). Toutefois les Soviétiques poursuivent leurs opérations sur la Tchir et le XLVIII. Panzerkorps se trouve alors occupé, seule la 4e Panzerarmee supportera donc l'effort de l'opération de sauvetage. Finalement, le 57e corps de blindés, fort de 2 Panzer-divisionen (les 6e et 23e), s'élance depuis Kotelnikovo le 12 décembre, vers le nord, flanc gardé par le 7e Corps roumain à l'est et le 6e au nord-ouest. Surprenant la 51e Armée soviétique, l'attaque progresse bien, notamment avec le renfort de la 17e Panzerdivision à partir du 17, les Allemands établissant une tête de pont sur la Michkova le 19. Mais devant la menace, la 2e Armée de la Garde est envoyée en renfort de la 51e Armée soviétique. L'offensive est alors sur le point mort à 50 km des positions de la 6. Armee. La 4e Panzerarmee attend le déclenchement de l'opération Donnerschlag, qui doit voir la 6. Armee la rejoindre. Finalement celle-ci n'a pas lieu, et le déclenchement de l'opération Saturne le 16 a forcé la VI. Panzerdivision à partir renforcer la 8e armée italienne le 23. De plus en plus isolée, la 4. Panzerarmee recule à partir du lendemain sous la pression de la 2e armée de la garde et de la 51e armée, cette dernière chassant la Panzerarmee de Kotelnikovo le 29 décembre.
À l'instar du Heeresgruppe Don (excepté la 6. Armee), la 4e Panzerarmee, trop affaiblie, n'a pas d'autre choix que de reculer pour éviter l'anéantissement, mais devant toutefois ralentir au maximum la poussée soviétique vers Rostov-sur-le-Don pour permettre au Heeresgruppe A de s'échapper du Caucase. 
Elle mène ainsi des combats défensifs sur la Manych et le cours inférieur du Don, puis dans le Donbass. Les Soviétiques, qui ne laissent pas le temps aux Allemands et leurs alliés de se rétablir, s'engagent alors très en pointe vers Dniepropetrovsk et Zaporojié et au mois de février, la 4. PanzerArmee se retrouve au bord du Dniepr.

## Ordres de bataille

### 2 janvier 1942
- 7e corps d'armée
  - 7. Infanterie-Division
  - 267. Infanterie-Division
  - 197. Infanterie-Division
  - 3. Infanterie-Division (mot)
  - 255. Infanterie-Division
  - Französische Regiment
- IX. Armeekorps
  - 87. Infanterie-Division
  - 20e Panzerdivision
  - 18e division d'artillerie
  - 252. Infanterie-Division
- XXXXVI. Armeekorps (mot)
  - SS-Division “Reich” + 10. Panzer-Division
  - 5. Panzer-Division + 11. Panzer-Division
- V. Armeekorps
  - 35. Infanterie-Division
  - 6e Panzerdivision + 106. Infanterie-Division
  - 23. Infanterie-Division
- 3. Panzerarmee (subordonnée à la 4e Panzerarmee)

### 22 avril 1942
- À la disposition de la 4e Panzerarmee
  - 267. Infanterie-Division
  - 213. Sicherungs-Division
- XX. Armeekorps (avec le Gruppe Thoma)
  - 17e division d'infanterie
  - 20e Panzerdivision
  - 2/3 de la 255. Infanterie-Division
  - 183e division d'infanterie
  - 292. Infanterie-Division
  - 258. Infanterie-Division
- IX. Armeekorps
  - 7. Infanterie-Division
  - 197. Infanterie-Division
  - 78. Infanterie-Division + 20. Panzer-Division
  - 252. Infanterie-Division + 1/3 de la 255. Infanterie-Division + 7. Infanterie-Division + 11. Panzer-Division
  - 35. Infanterie-Division + 78. Infanterie-Division + 11. Panzer-Division + 23. Infanterie-Division
- V. Armeekorps
  - 15. Infanterie-Division
  - 5. Panzer-Division
  - 3. Infanterie-Division (mot)
  - 23. Infanterie-Division

### 24 juin 1942
- 24e corps d'armée (mot)
  - 377e division d'infanterie
  - 9. Panzer-Division
  - 3. Infanterie-Division (mot)
- 13e corps d'armée
  - 82. Infanterie-Division
  - 2/3 de la 385. Infanterie-Division
  - 11. Panzer-Division
- XLVIII. Armeekorps (mot)
  - Infanterie-Division Großdeutschland
  - 24. Panzer-Division

### 15 novembre 1942
- À la disposition de la 4e Panzerarmee
  - 16. Infanterie-Division (mot)
  - 29. Infanterie-Division (mot)
- VII Corps d'Armée roumain
  - 8e brigade de cavalerie roumaine
  - 5e brigade de cavalerie roumaine
- VI Corps d'Armée roumain
  - 4e division d'infanterie roumaine
  - 1re division d'infanterie roumaine
  - 2e division d'infanterie roumaine
  - 18e division d'infanterie roumaine
- 4e corps d'armée
  - 20e division d'infanterie roumaine
  - 297e division d'infanterie
  - 371e division d'infanterie

### 1erjanvier 1943
- À la disposition de la 4e Panzerarmee
  - ½ de la 16. Infanterie-Division
  - 15. Luftwaffen-Feld-Division
- 57e corps de blindés
  - 17. Panzer-Division
  - 23. Panzer-Division
  - SS-Division “Wiking”
  - ½ de la 16. Infanterie-Division (mot)
- 4e armée roumaine (subordonnée à la 4e Panzerarmee)

### 7 juillet 1943
- II. SS-Panzerkorps
  - SS-Panzergrenadier-Division “Totenkopf”
  - SS-Panzergrenadier-Division “Das Reich”
  - SS-Panzergrenadier-Division “Leibstandarte SS Adolf Hitler”
  - 1/3 de la 167. Infanterie-Division
- XXXXVIII. Panzerkorps
  - 3. Panzer-Division
  - 11. Panzer-Division
  - 167. Infanterie-Division
  - Panzergrenadier-Division “Großdeutschland”
  - LII. Armeekorps
  - 332. Infanterie-Division
  - 255. Infanterie-Division
  - 57. Infanterie-Division

### 20 novembre 1943
- À la disposition de la 4e Panzerarmee
  - 2. Fallschirmjäger-Division
- XXIV. Panzerkorps
  - 112. Infanterie-Division + Kampfgruppe 255. Infanterie-Division
  - 168. Infanterie-Division + 223. Infanterie-Division
  - 34. Infanterie-Division
  - 3. Panzer-Division
  - 10. Panzergrenadier-Division
- 7e corps d'armée
  - 82. Infanterie-Division
  - 75. Infanterie-Division
  - 198e division d'infanterie
  - 2e division SS Das Reich
- XXXXVIII. Panzerkorps
  - 25. Panzer-Division
  - 19. Panzer-Division
  - 1. SS-Panzer-Division “Leibstandarte SS Adolf Hitler”
  - 1re Panzerdivision
  - 7. Panzer-Division
- Armeeabteilung Mattenklott

### 26 décembre 1943
- À la disposition de la 4e Panzerarmee
  - 20. Panzergrenadier-Division
  - 18e division d'artillerie
  - 454. Sicherungs-Division
- XXIV. Panzerkorps
  - 112. Infanterie-Division
  - 34. Infanterie-Division
  - 82. Infanterie-Division
- 7e corps d'armée
  - 75. Infanterie-Division
  - 198e division d'infanterie
  - 88. Infanterie-Division
- XXXXII. Armeekorps
  - 25. Panzer-Division
  - 168. Infanterie-Division
- XXXXVIII. Panzerkorps
  - 19. Panzer-Division
  - 8. Panzer-Division
  - Kampfgruppe 2e division SS Das Reich
  - 1re division SS Leibstandarte Adolf Hitler
  - 1re Panzerdivision
- 13e corps d'armée
  - 68e division d'infanterie
  - Gruppe 213. Sicherungs-Division
  - 340. Infanterie-Division
  - Kampfgruppe 208. Infanterie-Division + Kavallerie-Regiment Süd
  - Kampfgruppe 7. Panzer-Division
- LIX. Armeekorps
  - 291. Infanterie-Division
  - Korps-Abteilung C (Divisionsgruppen 183, 217, 339)

### 15 avril 1944
- XXXXVIII. Panzerkorps
  - 359. Infanterie-Division
  - 9. SS-Panzer-Division “Hohenstaufen” + Kampf-Verband Oberst Friebe
  - 357e division d'infanterie
  - 349. Infanterie-Division
- 13e corps d'armée
  - 454. Sicherungs-Division
  - Korps-Abteilung C (Divisionsgruppen 183, 217, 339)
  - 361. Infanterie-Division + Stab 213. Sicherungs-Division
  - Kampfgruppe General Brenner + Sperr-Verband Oberst von Prittwitz
  - Kampfgruppe von Radowitz (8. Panzer-Division)
  - 340. Infanterie-Division
- XXXII. Armeekorps z.b.V.
  - 72e division d'infanterie
  - 214. Infanterie-Division

### 15 mai 1944
- À la disposition de la 4e Panzerarmee
  - 1re Panzerdivision
- XXXXVIII. Panzerkorps
  - 359. Infanterie-Division
  - 96. Infanterie-Division
  - 357e division d'infanterie
  - 349. Infanterie-Division
- 13e corps d'armée
  - Kampfgruppe 454. Sicherungs-Division
  - Korps-Abteilung C (Divisionsgruppen 183, 217, 339)
  - 361. Infanterie-Division
  - Kampfgruppe Oberst Lenz
  - 340. Infanterie-Division
  - 2/3 de la 72e division d'infanterie
  - 214. Infanterie-Division
  - 1/3 de la 72e division d'infanterie

### 15 juin 1944
- À la disposition de la 4e Panzerarmee
  - 454. Sicherungs-Division
  - 4. Panzer-Division
  - 5. Panzer-Division
  - 28. Jäger-Division
- 13e corps d'armée
  - Korps-Abteilung C (Divisionsgruppen 183, 217, 339)
  - 361. Infanterie-Division
  - 340. Infanterie-Division
- XXXXII. Armeekorps z.b.V.
  - 291. Infanterie-Division
  - 88. Infanterie-Division
  - 72. Infanterie-Division
  - 214. Infanterie-Division
- LVI. Panzerkorps
  - 1. Skijäger-Division
  - 253. Infanterie-Division
  - 131. Infanterie-Division
  - 432. Infanterie-Division
  - 26. Infanterie-Division

### 15 juillet 1944
- À la disposition de la 4e Panzerarmee
  - 213. Sicherungs-Division
  - 253. Infanterie-Division
  - 168. Infanterie-Division
- XXXXVI. Panzerkorps
  - 340. Infanterie-Division
  - 291. Infanterie-Division
  - 17. Panzer-Division
  - 16. Panzer-Division
- XXXXII. Armeekorps
  - 88. Infanterie-Division
  - 72. Infanterie-Division
  - 214. Infanterie-Division
- LVI. Panzerkorps
  - 1. Skijäger-Division
  - 342. Infanterie-Division
  - 26. Infanterie-Division
- VIII. Armeekorps
  - 5e division de chasseurs
  - 211. Infanterie-Division
  - 12e division d'infanterie hongroise

### 15 août 1944
- III. Panzerkorps
  - 304. Infanterie-Division
  - 20. Panzergrenadier-Division
  - 16. Panzer-Division
  - 97. Jäger-Division
  - 17. Panzer-Division
- XXXXVIII. Panzerkorps
  - 213. Sicherungs-Division
  - 1re Panzerdivision
  - 3. Panzer-Division
  - 23. Panzer-Division
- XXXXII. Armeekorps
  - 88. Infanterie-Division + Grenadier-Brigade 1133
  - Kampfgruppe 72. Infanterie-Division
  - 291. Infanterie-Division + Grenadier-Brigade 1135
  - 342. Infanterie-Division
- LVI. Panzerkorps
  - 1. Skijäger-Division
  - 253. Infanterie-Division
  - 26. Infanterie-Division
  - 214. Infanterie-Division

### 28 septembre 1944
- À la disposition de la 4e Panzerarmee
  - 253. Infanterie-Division
- XXXXVIII. Panzerkorps
  - 304. Infanterie-Division
  - 20. Panzergrenadier-Division
  - 16. Panzer-Division
- XXXXII. Armeekorps
  - 291. Infanterie-Division
  - 17. Panzer-Division
  - 88. Infanterie-Division
  - 72e division d'infanterie
- LVI. Panzerkorps
  - 342. Infanterie-Division
  - 214. Infanterie-Division

### 13 octobre 1944
- XXXXVIII. Panzerkorps
  - 304. Infanterie-Division
  - 20. Panzergrenadier-Division
  - 16. Panzer-Division
- XXXXII. Armeekorps
  - 291. Infanterie-Division
  - 17. Panzer-Division
  - 88. Infanterie-Division
  - 72. Infanterie-Division
- LVI. Panzerkorps
  - 342. Infanterie-Division
  - 214. Infanterie-Division

### 26 novembre 1944
- XXXXVIII. Panzerkorps
  - 304. Infanterie-Division
  - 68e division d'infanterie
- XXXXII. Armeekorps
  - 291. Infanterie-Division
  - 88. Infanterie-Division
  - 72. Infanterie-Division
  - 342. Infanterie-Division
- LVI. Panzerkorps
  - 214. Infanterie-Division
  - 17e division d'infanterie
  - 5e division de réserve hongroise

### 31 décembre 1944
- XXXXVIII. Panzerkorps
  - 304. Infanterie-Division
  - 68e division d'infanterie
  - 168. Infanterie-Division
- XXXXII. Armeekorps
  - 291. Infanterie-Division
  - 88. Infanterie-Division
  - 72. Infanterie-Division
  - 342. Infanterie-Division
  - Heeres-Pionier-Brigade 70

### 26 janvier 1945
- À la disposition de la 4e Panzerarmee
  - 100. Jäger-Division
- VIII. Armeekorps
  - Kampfgruppe 168. Infanterie-Division
  - Division Nr. 408
  - 269e division d'infanterie

### 1ermars 1945
- À la disposition de la 4e Panzerarmee
  - Festung Glogau
  - Kampfgruppe 16. Panzer-Division
- Corps de blindés Großdeutschland
  - Divisionsstab z.b.V. 615
  - 21. Panzer-Division
  - Kampfgruppe Panzergrenadier-Division “Brandenburg”
  - Kampfgruppe Fallschirm-Panzer-Division 1 “Hermann Göring”
  - Kampfgruppe 20. Panzergrenadier-Division
- V. Armeekorps
  - Kampfgruppe 342e division d'infanterie
  - Kampfgruppe 72. Infanterie-Division
  - 275. Infanterie-Division
- XXXX. Panzerkorps
  - Kampfgruppe 25. Panzer-Division
  - Divisionsstab Matterstock
  - SS-Brigade “Dirlewanger”
  - Divisionsstab z.b.V. 608 + 35. SS- und Polizei-Grenadier-Division
  - Brigade z.b.V. 100

### 12 avril 1945
- 57e corps de blindés
  - 6. Volks-Grenadier-Division
  - 72. Infanterie-Division
- Corps de blindés Großdeutschland
  - Panzergrenadier-Division “Brandenburg”
  - Divisionsstab z.b.V. 615
  - Kampfgruppe 545. Volks-Grenadier-Division
  - Panzer-Ausbildungs-Verband “Böhmen”
- Korpsgruppe General der Artillerie Moser
  - Division Nr. 193
  - Division Nr. 404
  - Division Nr. 463
- V. Armeekorps
  - 344. Infanterie-Division
  - Kampfgruppe 36. Waffen-Grenadier-Division der SS
  - 214. Infanterie-Division
  - 275. Infanterie-Division
  - Kampfgruppe 35. SS- und Polizei-Grenadier-Division

### 30 avril 1945
- À la disposition de la 4e Panzerarmee
  - 269e division d'infanterie
- 57e corps de blindés
  - 6. Volks-Grenadier-Division
  - 72. Infanterie-Division
  - 17e division d'infanterie
- Gruppe Kohlsdorfen
  - Divisionsstab z.b.V. 615
  - Divisionsstab z.b.V. 464 + Kampfgruppe 545. Volks-Grenadier-Division
- Panzerkorps “Großdeutschland”
  - Fallschirm-Panzer-Division 1 “Hermann Göring”
  - Panzergrenadier-Division “Brandenburg”
  - 20e Panzerdivision
- Korpsgruppe General der Artillerie Moser (subordonnée au Panzerkorps “Großdeutschland’)
  - 193e division d'infanterie
  - Division Nr. 404
- Fallschirm-Panzerkorps “Hermann Göring”
  - Fallschirm-Panzergrenadier-Division 2 “Hermann Göring”
  - Kampfgruppe “Frundsberg” (survivants des 10. SS-Panzer-Division, Führer-Begleit-Division, 344. Infanterie-Division)
- LXXXX. Armeekorps
  - Division Nr. 464
  - Division Nr. 469
  - Division Nr. 404
  - Kampfkommandant Chemnitz
- Stellvertretendes 4e corps d'armée (Wehrkreis IV)
  - Kampfkommandant Dresden